# バーチャル・ボランティア
バーチャル・ボランティア (virtual volunteer; またはバーチャル・ボランティアリング; virtual volunteering) とは、インターネットと家庭、学校、テレセンター(公共のインターネットアクセス施設)、職場のコンピュータ、またはスマートフォン (インターネット機能を備えた携帯電話) やPDA (パーソナル・デジタル・アシスタント) などのインターネットに接続された機器を使用して、全体または一部を部分的に完了するボランティア活動を意味する。バーチャル・ボランティアは、オンライン・ボランティア、リモート・ボランティア、e-ボランティアとも呼ばれている。 

## 実地
ある調査では、70％以上のオンライン・ボランティアが週に1時間から5時間のボランティアを選択し、半数近くが12週間以下のボランティアを選択している。組織によっては、10分から1時間程度のオンライン・ボランティアの機会を提供しているところもある。オンライン・ボランティアのユニークな特徴は、遠く離れた場所からでもできることである。移動に制限のある人や、その他の特別なニーズのある人々は、従来の対面式のボランティアでは不可能な方法で参加することができる。同様にオンライン・ボランティアは、特に障害関連のレッテルを貼られたり、固定観念を持たれたりするような社会的抑制や社会的不安 (英語版) を克服することができる場合がある。これにより、他の方法ではボランティア活動をしないかもしれない人々に力を与えることができる。スキルを向上させ、ネットワークや社会的なつながりを広げながら、自信と自尊心を築くことができる。また、オンライン・ボランティア活動は、参加者が自分のスキルや情熱に合わせてボランティア活動のプログラムを適応させることもできる。 
バーチャル・ボランティアに参加する人たちは、コンピュータやその他のインターネットに接続された機器を使って、組織や支援する人たちから離れた場所から、さまざまな活動を行う。 
- 研究問題 (例：Wikiaプロジェクト)
- ソフトウェア制作 (多くの場合ボランティアによって作成されるオープンソースソフトウェアを参照)
- 修正ソフトウェア (コミュニティパッチ (英語版) など)
- Webページ作成
- 企画書、プレスリリース、ニュースレター記事などの編集または作成
- 文書の翻訳
- カリキュラムの教材開発
- データベースの設計
- グラフィックの設計
- ドキュメントのスキャン
- 法律、ビジネス、医療、農業、その他の専門知識を提供する
- カウンセリング相談者
- 学生のオンライン教育 (英語版) またはe-メントーリング (英語版)
- オンラインディスカッショングループの管理(モデレーター)
- 曲を書く
- ポッドキャストの作成
- ビデオ編集
- ニュース監視
- インターネット司牧
- 質問に答える
- 写真やファイルにタグを付ける
- 他のオンライン・ボランティアの管理[4][5][6]

発展途上国では、ボランティア活動とテクノロジーの革新的な相乗効果は、一般的にインターネットではなくモバイル通信テクノロジーに焦点を当てている。2009年には、世界の約26％の人々がインターネットにアクセスできるようになった。しかし、先進国のインターネット普及率が64％を超えるのに対し、低所得国のインターネット普及率はわずか18％にとどまっている。固定ブロードバンド・インターネットのコストは低下しているが、多くの人がインターネットにアクセスするにはまだ手の届かない状況にある。それにもかかわらず、オンライン・ボランティアは急速に発展している。オンライン・ボランティアとは、「社会の利益のために、自由にかつ金銭的な考慮なしに、インターネット上で自分の時間とスキルを捧げる人々」のことである。オンライン・ボランティアにより、ボランティア活動を特定の時間や場所に縛りつける必要がなくなった。そのため、ボランティア活動の自由度と柔軟性が大幅に向上し、現場で奉仕するボランティア活動と影響力を補完している。ほとんどのオンライン・ボランティアは、資金調達、技術サポート、コミュニケーション、マーケティング、コンサルティングなどの運営および管理活動に従事している。また、調査研究や執筆、Eメールでのディスカッション・グループの主宰などの活動も増えている。 
オンライン・マイクロボランティア(micro-volunteering (英語版) )は、ボランティアがPDAやスマートフォンを介して課題に取り組むという、バーチャル・ボランティアやクラウドソーシングの一例である。これらのボランティアは、そのようなタスクのための非営利団体による審査や訓練を受ける必要がなく、マイクロタスクが完了したときに他の約束をする必要はない。または、すでに非営利団体による審査や訓練を受けており、したがって人々の可用性と関心が許す限り、マイクロタスクを引き受けることが承認されている。オンライン・マイクロボランティアは当初、バーチャル・ボランティア・プロジェクトによって「バイトサイズのボランティア」(byte-sized volunteering)と呼ばれて、30年以上の歴史を持つオンライン・ボランティアの実践の一部として継続して行われてきた。マイクロボランティアとクラウドソーシングの両方の初期の例として ClickWorkers (英語版) がある。2001年に始まったNASAの小さなプロジェクトで、オンラインでのボランティア活動を科学関連の作業に従事させた。このプロジェクトでは、人の知覚と常識だけが必要であったが、火星のクレーターをオンライン上の写真から特定するなど、科学的な訓練は必要なかった。ボランティアは参加する前に訓練も審査も受けていなかった。「マイクロボランティア」という言葉は、通常、「エクストラオーディナリー」(The Extraordinaries)と呼ばれるサンフランシスコを拠点とする非営利団体に帰属する。 

## 初期の歴史
非営利団体のイニシアチブに利益をもたらすためのバーチャル・ボランティアの活動は、少なくとも1970年代初頭にさかのぼる。プロジェクト・グーテンベルクは、パブリックドメインで作品の電子版を提供するオンライン・ボランティアを巻き込み始めた。 
1995年、カリフォルニア州パロアルトに拠点を置くインパクト・オンライン (Impact Online)  (現: VolunteerMatch) という新しい非営利団体が、「バーチャル・ボランティア」の取り組みを始めた。1996年、インパクト・オンラインはジェームズ・アーバイン財団 (英語版) から助成金を受け、バーチャル・ボランティアの実践を調査し、米国の非営利団体にその実践を広めるためのイニシアチブ(取り組み)を立ち上げた。この新しい取り組みは「バーチャル・ボランティア・プロジェクト」と名付けられ、1997年初頭にウェブサイトが開設された。1年間の運営後、バーチャル・ボランティア・プロジェクトはテキサス大学オースティン校 チャールズ・A・ダナ・センター (英語版) に移転した。2002年には、バーチャル・ボランティア・プロジェクトは大学内のリンドン・B・ジョンソン公共問題大学院(LBJ School of Public Affairs)に移転した。バーチャル・ボランティア・プロジェクトの最初の2年間は、バーチャル・ボランティアに関する在宅勤務マニュアルや既存のボランティア管理ガイドラインを見直し、適合させ、オンライン・ボランティアを実施している組織を特定することに費やされた。1999年4月までに、ほぼ100の団体がオンライン・ボランティアに参加しているとバーチャル・ボランティア・プロジェクトによって特定され、ウェブサイトに掲載された。オンライン・ボランティアが関与している非営利組織、学校、政府プログラム、その他の非営利団体の数が増えてきたため、2000年にバーチャル・ボランティア・プロジェクトは、オンライン・ボランティアが関与しているすべての団体のウェブサイトへの掲載を中止した。そして、実践の促進、大規模またはユニークなオンライン・ボランティア・プログラムを実施している団体のプロファイリング、オンライン・ボランティアの関与に関するガイドラインの作成に力を入れた。2001年1月まで、バーチャル・ボランティア・プロジェクトは、米国内のすべての遠隔指導と遠隔指導プログラム (オンライン・ボランティアが非営利団体や学校を通じて他人に指導したり、家庭教師をしたりするプログラム) をリストアップしていた。その時点で40件が特定された。 
1999年8月、NetAid.orgイニシアチブ (英語版) が立ち上がった。このイニシアチブには、現在ではUNVオンライン・ボランティア・サービス (英語版) として知られているオンライン・ボランティア活動の要素が含まれていた。2000年に開始され、開始以来、国連ボランティア計画 (United Nations Volunteers; UNV) によって管理されてきた。このサービスは、開発に取り組む組織を支援する多数の人々をすぐに引きつけた。2003年には、既に数千人がUNVオンライン・ボランティア・サービスに貢献しており、それらの人々は大学卒業者、民間企業の社員、定年退職者など、非常に多様な背景を持つボランティアである。国連オンライン・ボランティアが独立する間、NetAidはUNDPとシスコシステムズの共同プロジェクトとして継続された。NetAidは「インターネットのユニークなネットワーク機能を活用して、開発を促進し、世界中の極度の貧困を緩和する」ことを目的としていた。 

## 現在の状況
オンライン・ボランティア活動は、何千もの非営利団体やその他のイニシアチブによって採用されている。現在、米国や世界のオンライン・ボランティアのベストプラクティス、オンライン・ボランティアに従事している人の数、オンライン・ボランティアを利用している組織の数を追跡している組織はなく、また、米国のボランティア活動の傾向に関するレポートなどのボランティア活動に関する調査では、オンライン・ボランティアに関する情報はほとんど含まれていない。例えば、Corporation for National Service (英語版) の「Volunteering in America」で「バーチャル・ボランティア」(virtual volunteering)という言葉を検索しても、結果は出てこない。IVCOのフォーラム・ディスカッション・ペーパー2015では、グローバルな測定フレームワークの一環として開発された集合測定ツールは、オンライン・ボランティア活動も捉えるべきであると推奨されている。 
国連のUNVオンライン・ボランティア・サービスは、開発途上国で、または開発途上国のために活動する組織とオンライン・ボランティアを結びつけるものである。オンライン・ボランティアの数と、そのプラットフォームを介してオンラインで協力している組織  (つまり NGO、その他の市民社会組織、政府やその他の公的機関、国連機関または他の政府間機関) に関する統計がある。2013年には、オンライン・ボランティア・サービスを通じて開発機関が提供した17,370件のオンライン・ボランティア活動のすべてが、多数の有資格ボランティアからの応募を集めていた。11,037人のオンライン・ボランティアのうち約58％が女性で、60％が開発途上国の出身で、平均年齢は30歳だった。2013年には、組織とオンライン・ボランティアの94％以上が、協力関係を「良い」または「優れている」と評価した。特に資源が限られている非政府組織にとっては、オンライン・ボランティアの参加が与える影響は大きい。41％は、内部では利用できない技術的な専門知識のために国連オンライン・ボランティアを利用している。2014年に実施された同じ影響評価によると、多くの場合、オンライン・ボランティアを利用できない組織は、自らの平和と開発の成果を達成することが困難になるという。 
2016年7月、UNVは再設計されたウェブサイトを発表し、2つの追加サービスを開始した。50万人の組織にリアルタイムのデータを提供することができる「1クリック・クエリ」(1-click query)と、グローバル企業向けの新しい従業員オンライン・ボランティア・ソリューションである。持続可能な開発目標 (SDGs) を達成するためには、包括的なマルチステークホルダー・パートナーシップが必要と考えられており、オンライン・ボランティア・サービスの最初の民間セクター・パートナーはブラジル (サムスン電子ラテンアメリカ事務所) に拠点を置いている。 
VolunteerMatch (英語版) やIdealistなどのマッチングサービスでは、従来の現場でのボランティア活動の機会に加えて、非営利団体とのバーチャル・ボランティア活動も提供している。VolunteerMatchは現在、アクティブなボランティアリストの約5パーセントがバーチャル・ボランティアであると報告している。2010年6月の時点で、そのディレクトリには、インタラクティブ・マーケティング、資金調達、会計、ソーシャルメディア、ビジネス・メンタリングなど、2,770件以上のボランティアリストが掲載されている。バーチャル・リストの割合は、VolunteerMatchシステムのボランティア活動全体の機会の8パーセントというピークを迎えた2006年以降は減少している。 
ウィキペディアや他のウィキメディア財団の活動は、クラウドソーシングやマイクロボランティアという形でのオンライン・ボランティアの一例である。ウィキペディアに貢献するボランティアの大半は、研究者、ライター、編集者としての役割のために非営利団体による審査や訓練を受ける必要はなく、サービスに貢献するために組織に特定の時間を割く必要もない。 
バーチャル・ボランティア活動を行っている多くの組織では、この言葉や「オンライン・ボランティア」という言葉について、ウェブサイトや組織の資料では決して言及していない。例えば、非営利団体「平和のためのビジネス協議会」(Business Council for Peace; Bpeace) は、アフガニスタンやルワンダなどの紛争被災国で起業家の指導に時間を割くためにビジネスの専門家を募集しているが、これらのボランティアの大半は、対面ではなくオンラインでBpeaceのスタッフや起業家と交流している。それでもバーチャル・ボランティアという用語はWebサイトでは言及されていない。Bpeaceはオンライン・マイクロボランティア活動にも携わっており、米国内の特定の専門家のオンライン・コミュニティがどこにあるかなど、支援者からの情報提供を求めているが、Bpeaceのウェブサイトではマイクロボランティアという言葉は一切言及されていない。もう一つの例は、1992年に開始された最初のK-12オンライン指導プログラムの一つである「Electronic Emissary」である。このウェブサイトでは、バーチャル・ボランティアという言葉を使わず、オンライン・ボランティアをオンライン内容領域専門家と呼ぶことにしている。 
進化する形のボランティアは、人々がボランティアをする機会を増やす。テクノロジーの普及により、より多くの農村部や孤立した地域がつながる。NGOや政府は、南南国際ボランティア活動 (発展途上国の間での活動)、およびディアスポラ・ボランティア活動 (移民やその子孫による故郷の国での活動) の価値を認識し始めており、これらのスキームにリソースを提供している。企業は、ボランティア活動を含むCSRの取り組みを支援することで「ソーシャルマーケットプレイス」(消費者とベンダーが双方向にコミュニケーションできる取引市場)に対応している。ボランティアに参加するための新しい機会が開かれ、その結果、より多くの人々が関わり始め、すでに参加している人々は人々の関与を広げることができる。まだまだ新しいものの急速に成長している現象は、オンラインでの従業員ボランティアプログラムが、企業のインフラストラクチャや事業計画に正式に組み込まれていることである。 

## 参照項目
- 利他主義
- 市民科学
- ボランティア賞の一覧 (英語版)
- ソーシャル・ネットワーキング・サービス
- 群知能
- バーチャルアシスタント
- バーチャルマネジメント (英語版)
- ボランティア・コンピューティング
- ウィキペディアのコミュニティ